# Кирпичное (Ленинградская область)
Кирпичное (до 1948 — Перкъярви, фин. Perkjärvi) — посёлок в Красносельском сельском поселении Выборгского района Ленинградской области.

## Название
Деревня Перкъярви, получила свое название от одноимённого озера, у южной оконечности которого располагалась. Название, вероятно, происходит от каких-то старых поверий, связанных с нечистой силой.
После войны расположенный близ деревни пристанционный посёлок получил название Перкъярви I, а сама деревня — Перкъярви II.
Согласно постановлению общего собрания рабочих и служащих подсобного хозяйства завода имени Кирова в январе-феврале 1948 года деревня Перкъярви II была переименована в Кирпичное. Обоснованием послужило нахождение вблизи деревни старого кирпичного завода «Савикко».
Переименование было закреплено указом Президиума ВС РСФСР от 13 января 1949 года.

## История

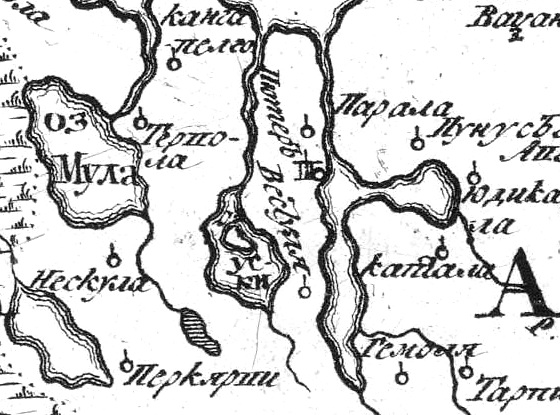
Деревня Перкъярви на русской карте 1745 года

Деревня упоминается в шведских поземельных документах XVI века. 

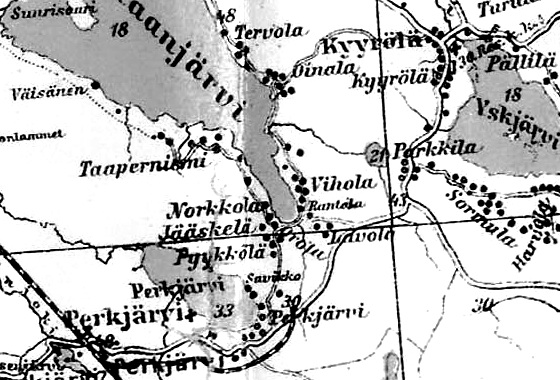
Деревня Перкъярви на финской карте 1923 года

До 1939 года деревня Перкъярви входила в состав волости Муолаа Выборгской губернии Финляндской республики. 
С 1 мая 1940 года по 31 декабря 1947 года — в составе Перкъярвского сельсовета Каннельярвского (Райволовского) района.
С 30 июня 1941 года по 31 мая 1944 года — финская оккупация. 
С 1 октября 1948 года деревня Перкъярви II — в составе Кирилловского сельсовета Рощинского района.
С 1 января 1949 года деревня Перкъярви II учитывается административными данными как посёлок Кирпичное. 
В 1961 году население посёлка Кирпичное составляло 219 человек.
С 1 февраля 1963 года — в составе Выборгского района.
Согласно данным 1966, 1973 и 1990 годов посёлок Кирпичное входил в состав Кирилловского сельсовета.
В 1997 году в посёлке Кирпичное Кирилловской волости проживали 1144 человека, в 2002 году — 1192 человека (русские — 92 %).
В 2007 году в посёлке Кирпичное Красносельского СП проживали 1284 человека, в 2010 году — 1293 человека.

## География
Посёлок расположен в восточной части района на автодороге 41К-092 (Высокое — Синицино).
Расстояние до административного центра поселения — 10 км. 
Расстояние до ближайшей железнодорожной станции Кирилловское — 5 км. 
Посёлок находится на южном берегу озера Большое Кирилловское.

## Демография
| 2007 | 2010  | 2017  | 2021  |
| ---- | ----- | ----- | ----- |
| 1284 | ↗1293 | ↗1375 | ↘1230 |

## Фото

Руины кирпичного завода Савикко. 2016 г.
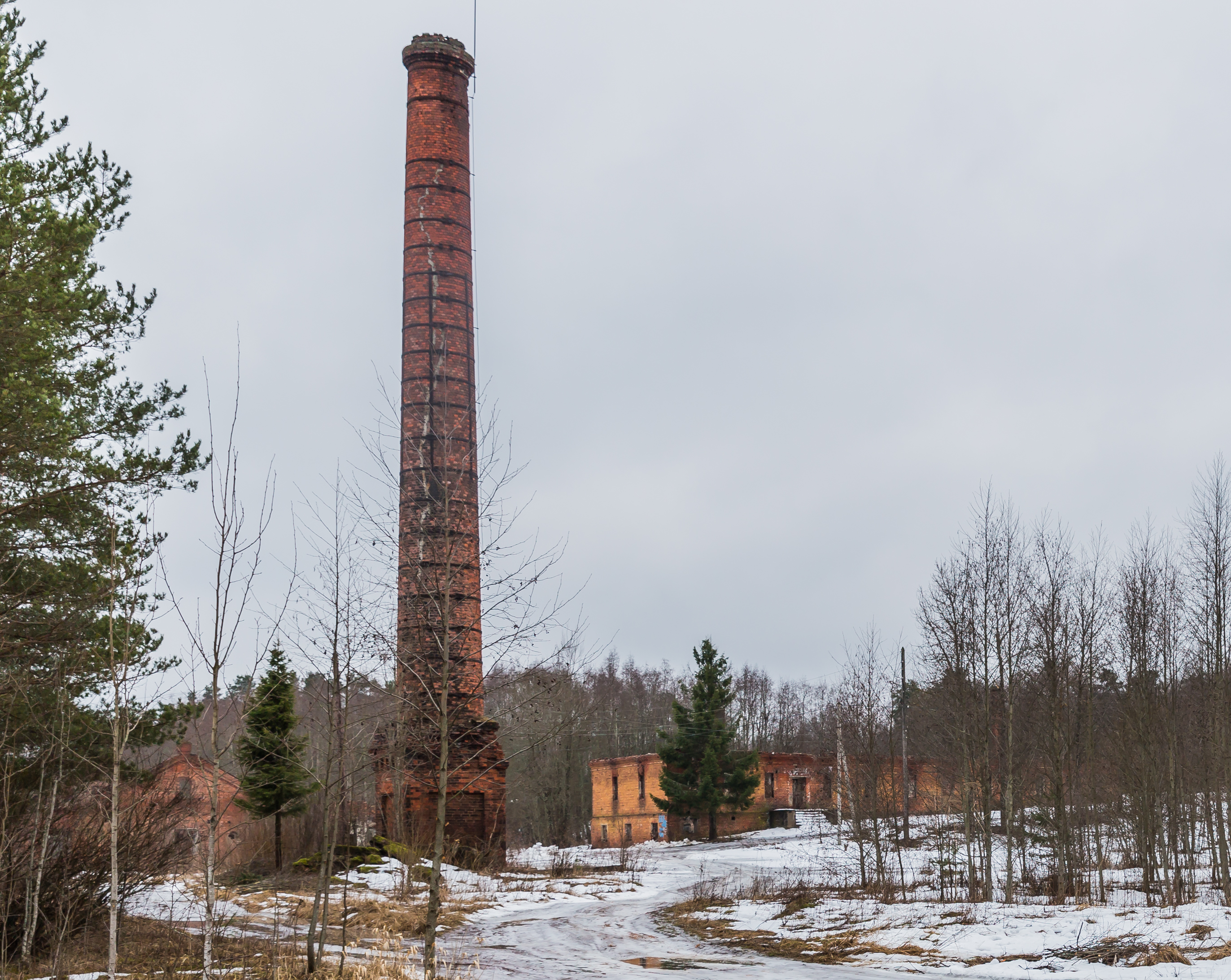
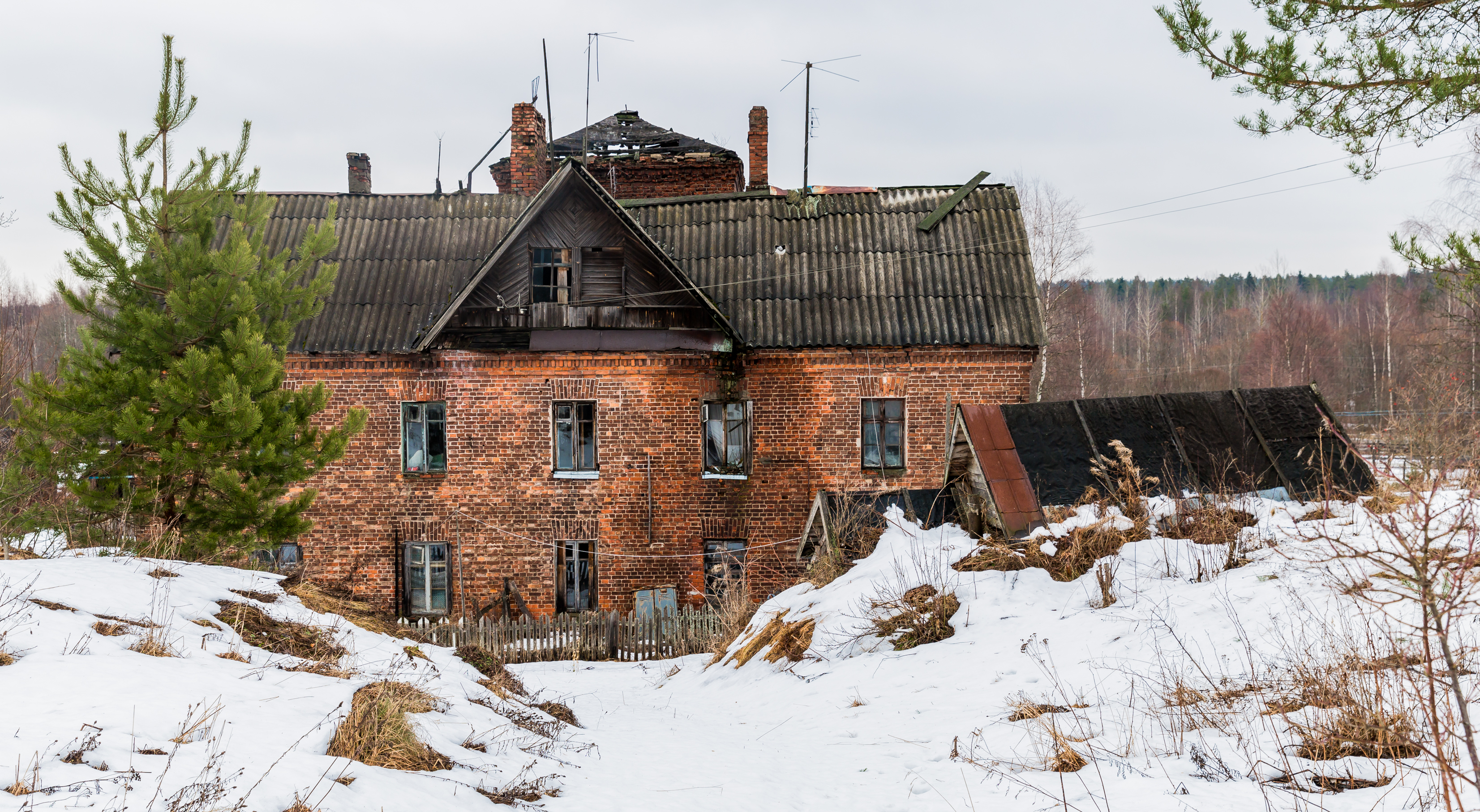

## Улицы
Детская, Комсомольская, Ленинградская, Набережная, Озёрная, Строительная, Хуторской проезд, Школьная, Юбилейная.